# Полехново
Полехново — деревня в Опочецком районе Псковской области России. Входит в состав Звонской волости.
Расположена в 11 км к югу от города Опочка, на восточном побережье озера Кудо (Полехновское).
Численность населения по состоянию на 2000 год составляла 41 человек, на 2012 год — 18 человек.